# 開催国枠
開催国枠（かいさいこくわく）とは、世界選手権（ワールドカップ含む）、近代オリンピックの多くの種目で、大会が行われる国・地域に対して大陸予選、及び世界予選を免除して、そのまま本選に出場する権利が与えられる制度のことをいう。
近代オリンピックの例としては、オリンピック憲章に基づいて、オリンピックで行われる種目の競技統括の国際団体と、開催国のオリンピック委員会などと協議して3年前から開催国枠の扱いについて協議する。ほとんどの種目においては、チーム競技のほぼ全種目と、個人種目でも指定された大会での出場枠確保に失敗しても、一定数の開催枠を確保する例がある。

## 例外
フィールドホッケーのリオデジャネイロオリンピックブラジル女子代表についても、開催国枠での五輪出場が2016年3月の段階では認められていない。これは、国際ホッケー連盟の取り決めで、フィールドホッケー世界ランキングの2014年度最終順位40位以内を満たすことを求めていたが、その順位に充足していなかったため、ホスト国でありながら特例が認められない限りはリオ五輪進出が消滅となっている。
バスケットボールについても2020年東京オリンピックの日本チームの開催国枠返上の可能性が示唆された。当時、男子バスケットボール1部リーグがNBL（ナショナルバスケットボールリーグ）と、bjリーグの2リーグ分裂状態であり、それを統合することを国際バスケットボール連盟（FIBA）から求められ、統合が遅れた場合資格停止処分を科し、開催国枠としてのシード出場についても認めないことを検討されていた。結局統合がFIBAが求める所定の期間（2014年10月）までに実現せず、制裁が発効されたが、この後男子バスケットボール1部リーグはジャパン・プロフェッショナル・バスケットボールリーグ（JPBL・通称Bリーグ）への統合交渉が進んだとして2015年8月を持って制裁解除されたが、開催国枠付与については、日本が世界大会出場実績が浅いことなどを理由に凍結の状態が続いていた。そのため、男子の2019年FIBAバスケットボール・ワールドカップ中国大会出場を一つの条件として開催国枠付与について検討するとしたが、2019年3月のアジア地区最終予選においてその大会出場権が確定したことを受け、同月に開催国枠付与が決定した
レスリングについてもオリンピックにおいて名目上開催国枠は存在せず、前年世界選手権及び大陸予選後に途上国向けに追加で設けられる「特別枠」にて前述の予選で1階級も獲得できなかった場合に限りその特別枠で開催国から選出される余地を残すことになる。
サッカーの1934 FIFAワールドカップ・イタリア大会においても開催国・イタリア代表に対しては開催国枠を与えず、ヨーロッパ予選から出場させた例があった。FIFAワールドカップにおいて開催国枠がなかったのは現状この1例だけで、それ以外は開催国は予選シードとなっている。なおかつ1974 FIFAワールドカップ・西ドイツ大会から2002 FIFAワールドカップ・日韓共催大会までは前回優勝国を開幕戦に充てていたため除かれるが、それ以外は開催国の試合を開幕戦に充当させている。